# Sergio Bitar

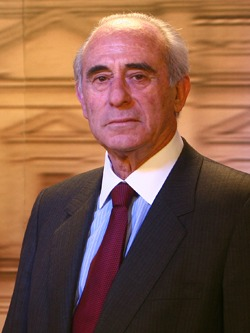
Sergio Bitar

Sergio Bitar Chacra (* 30. Dezember 1940 in Santiago de Chile) ist ein chilenischer Politiker der Christlichen Linkspartei IC (Izquierda Cristiana de Chile), später der Sozialistischen Partei PS (Partido Socialista de Chile) sowie seit 1987 der Partei für Demokratie PPD (Partido por la Democracia), der 1973 Bergbauminister (Ministro de Minería) im Kabinett von Staatspräsident Salvador Allende Gossens sowie von 1994 bis 2002 Mitglied des Senats (Senado de la República) war, der ersten Kammer des Nationalkongresses (Congreso Nacional). Danach war er zwischen 2003 und 2005 Bildungsminister (Ministro de Educación) im Kabinett von Staatspräsident Ricardo Lagos Escobar sowie von 2008 bis 2010 Minister für öffentliche Arbeiten (Ministro de Obras Públicas) im Kabinett Bachelet I. Darüber hinaus fungierte er von 1992 bis 1994, zwischen 1997 und 2000 sowie von 2006 bis 2008 als Präsident der Partei für Demokratie.

## Leben

### Ingenieur, Hochschullehrer und Bergbauminister im Kabinett Allende
Sergio Bitar Chacra, ältester Sohn von Nazmi Bitar Chacra und Julia Chacra Chacra, besuchte die Grundschule des Andrew Carnegie College in Santiago de Chile und die Sekundarschule des dortigen Instituto Nacional und begann daraufhin ein Studium im Fach Bauingenieurwesen an der Fakultät für Physikalische und Mathematische Wissenschaften der Universidad de Chile, welches er 1963 als Bauingenieur beendete. Für seine herausragenden Leistungen erhielt er 1965 den „Marcos Orrego Puelma“-Preis des Ingenieurwissenschaftlichen Instituts, der an den besten Studenten verliehen wird. 1965 reiste er nach Paris, um sich weiter zu spezialisieren, und begann ein einjähriges postgraduales Studium in Wirtschaftstheorie am Centre d’Etudes de Programs Economiques. Nach seiner Rückkehr übernahm von 1966 bis 1968 die Position des Direktors der Abteilung Industrie und des Planungszentrums der Fakultät für Physikalische und Mathematische Wissenschaften der Universität Chile. Er begann seine politische Karriere während der Regierungszeit von Staatspräsident Eduardo Frei Montalva, als er zum Manager für Industrieplanung der staatlichen Produktionsförderungsgesellschaft CORFO (Corporación de Fomento de la Producción) ernannt wurde, eine Position, die er zwischen 1968 und 1970 innehatte. Bei den Präsidentschaftswahlen 1970 beteiligte er sich an der Entwicklung des Wirtschaftsprogramms im Wahlkampf von Radomiro Tomić, dem Kandidaten der Christdemokratischen Partei PDC (Partido Demócrata Cristiano de Chile), der als Drittplatzierter mit 824.849 Stimmen (27,8 Prozent) die Stichwahl verpasste. Im September 1971 erwarb er an der Harvard University einen Master in Wirtschaftswissenschaften und übernahm daraufhin eine Professur für Industrieplanung der Abteilung Industrie der Universidad de Chile. 
Am 24. Oktober 1971 beteiligte sich Bitar an der Gründung der Christlichen Linkspartei IC (Izquierda Cristiana de Chile), einer Abspaltung der PDC. Als die Christliche Linke 1972 der Regierung von Staatspräsident Salvador Allende Gossens beitrat, wurde er Mitglied des Exekutivsekretariats des Wirtschaftskomitees der Minister. Am 27. März 1973 wurde er als Nachfolger von Claudio Sepúlveda Donoso zum Bergbauminister (Ministro de Minería) ernannt und blieb bis zum 20. Juni 1973 im Amt, woraufhin Pedro Felipe Ramírez ihn ablöste. Zuvor erhob die Opposition am 29. Mai 1973 gegen die Regierung von Präsident Allende eine Anklage gegen ihn und den Minister für Arbeit und soziale Sicherheit, Luis Figuera Mazuela, die am 20. Juni 1973 vom Senat (Senado de la República) angenommen wurde, woraufhin die beiden Minister gemäß den Bestimmungen der damaligen Verfassung ihrer Ämter enthoben wurden.

### Militärputsch 1973, Exil und Rückkehr während der Militärdiktatur
Als es zum Militärputsch am 11. September 1973 kam, wurde Sergio Bitar aufgrund des Beschlusses der Militärjunta verhaftet, nachdem er freiwillig an der Militärschule erschienen war. Er wurde auf die Isla Dawson südlich der Stadt Punta Arenas verlegt, wo er neun Monate blieb. Seine Erfahrungen als Gefangener verarbeitete er in dem Buch Dawson. Isla 10, das 2009 von Miguel Littín verfilmt wurde. Im Mai 1974 wurde er in das politische Konzentrationslager Puchuncaví und im folgenden Monat nach Ritoque in der Provinz Valparaíso verlegt, wo er bis zum 30. September 1974 blieb. Daraufhin wurde er unter Hausarrest gestellt. Im November 1974 wurde er freigelassen und ins Exil geschickt. Er reiste zusammen mit seiner Familie in die USA und arbeitete zwischen 1975 und 1976 als Gastforscher am Harvard Institute for International Development. 1976 siedelte er nach Caracas um und arbeitete als Forscher an der Zentraluniversität von Venezuela UCV (Universidad Central de Venezuela) sowie als Leiter des Programms Abschlussarbeiten für Bauingenieure an der Katholischen Universität von Caracas (Universidad Católica Andrés Bello). 1976 übernahm er in Caracas „Colomural de Venezuela“, eine Tapetenfabrik, die bereits von einem seiner Brüder, mit denen er zusammenarbeitete, errichtet wurde. 1982 ging er nach Washington, D.C., und arbeitete bis 1983 als Forscher am Wilson Center for International Studies der Smithsonian Institution über die Beziehungen zwischen den Vereinigten Staaten und Lateinamerika.
Im Februar 1984 genehmigte die Militärregierung seine Rückkehr in das Land, ohne jedoch anzugeben, ob diese vorübergehend oder dauerhaft war, und so kehrte er im darauffolgenden Monat vorübergehend mit seiner Frau nach Chile zurück. Das Innenministerium teilte ihm mit, dass seine Genehmigung zur Rückkehr in das Land in diesem Monat rechtskräftig sei und er im August 1984 endgültig mit seiner gesamten Familie zurückkehren könne. 1985 setze er seine öffentliche und politische Laufbahn fort und fungierte bis 1987 als Vizepräsident von „Fortín Mapocho“, der Oppositionszeitung gegen das Militärregime. Außerdem wurde er Direktor von Produktions- und Immobilienunternehmen und war zwischen 1985 und 1993 Präsident des Lateinamerikanischen Zentrums für Wirtschaft und internationale Politik CLEPI (Centro Latinoamericano de Economía y Política Internacional).

### Mitgründer der PPD, Bildungsminister, Minister für öffentliche Arbeiten und Senator

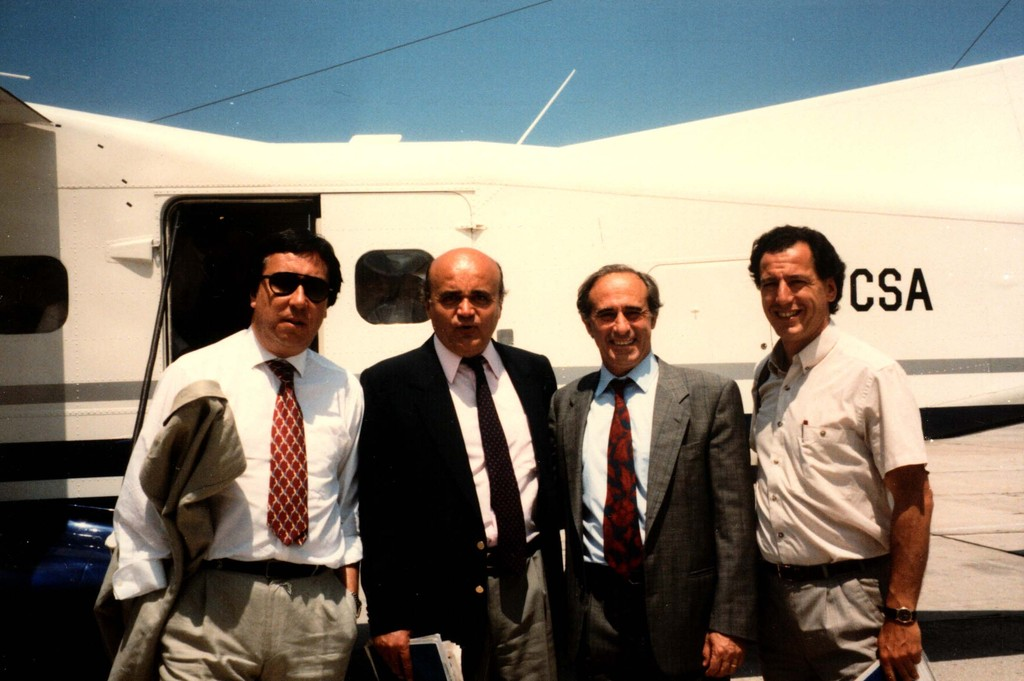
Bitar (3.v.l.) mit den Politikern Víctor Manuel Rebolledo (links), Genaro Arriagada, und Álvaro García Hurtado (1993)

Sergio Bitar, der dem Vorstand der Fundación Paz Ciudadana und der Redaktionsausschüsse wichtiger Publikationen wie „Cono sur“, „Apsi“ und „Mensaje“ angehörte, war am 15. Dezember 1987 neben Ricardo Lagos und Jorge Schaulsohn einer der Gründer der Partei für Demokratie (PPD). Zwischen 1988 und 1989 fungierte er als Koordinator der Programmkommission der PPD und 1989 leitete als Mitglied des Zentralkomitees der Sozialistischen Partei PS (Partido Socialista de Chile) die parlamentarische Wahlkampfleitung dieser Gruppe. Später trat er der Wirtschafts- und Finanzkommission der PPD bei. 1990 wurde er Vizepräsident und war zugleich zwischen 1990 und 1992 Generalsekretär der PPD, ehe er im Anschluss von 1992 bis 1994 erstmals Präsident des Partido por la Democracia war. Zugleich fungierte er von 1992 bis 2018 als Vizepräsident der Fundación Paz Ciudadana.
Bei den Parlamentswahlen vom 11. Dezember 1993 wurde er mit 63.810 Stimmen (39,44 Prozent) im Wahlkreis 1ª Circunscripción I Región gewählt und gehörte dem Senat für eine achtjährige Wahlzeit vom 11. März 1994 bis zum 11. März 2002 an, woraufhin Fernando Flores seine Nachfolge antrat. Daneben war er außerdem zwischen 1996 und 1998 Präsident und Direktor der Fundación Región y Desarrollo, einer privatrechtlichen Stiftung, die 1995 auf Initiative einer Gruppe von Persönlichkeiten aus verschiedenen Bereichen mit dem Ziel gegründet wurde, die Wettbewerbs- und Produktionskapazität des Landes durch Entwicklung und Stärkung ihrer Regionen zu steigern. Er war zwischen 1997 und 2000 abermals Präsident der PPD und fungierte bei der Präsidentschaftswahl in Chile 1999/2000 als Leiter des Präsidentschaftswahlkampfs von Ricardo Lagos Escobar, der sich für die Koalition der Parteien für Demokratie (Concertación de Partidos por la Democracia) in der Stichwahl am 16. Januar 2000 mit 3.683.158 Stimmen (51,3 Prozent) gegen Joaquín Lavín von der Allianz für Chile (Alianza por Chile) (3.495.569 Stimmen, 48,7 Prozent) durchsetzen konnte und zum neuen Staatspräsidenten gewählt wurde. Bei der Parlamentswahl am 16. Dezember 2001 war er Leiter des Wahlkampfs der PPD und Koordinator der Koalition der Parteien für Demokratie.
Am 3. März 2003 übernahm Bitar als Nachfolger von Mariana Aylwin im Kabinett von Staatspräsident Ricardo Lagos das Amt als Bildungsminister (Ministro de Educación) und bekleidete dieses bis zum 14. Dezember 2005, woraufhin Marigen Hornkohl ihn ablöste. Als Minister nahm er am 12. Januar 2004 am Bildungsinnovationsforum des Asiatisch-Pazifischem Wirtschaftsgemeinschaft (APEC) in Peking teil. 
Nach der Präsidentschaftswahl vom 11. Dezember 2005 übernahm er im zweiten Wahlgang die Koordinierung der Präsidentschaftskampagne von Michelle Bachelet. Diese wurde im zweiten Wahlgang am 15. Januar 2006 für die Concertación de Partidos por la Democracia mit 3.723.019 (53,5 Prozent) zur Staatspräsidentin gewählt und besiegte dabei Sebastián Piñera, der für Nationale Erneuerung RN (Renovación Nacional) antrat und 3.236.394 Stimmen (46,5 Prozent) erhielt. Nachdem er von 2006 bis 2008 zum dritten Mal Präsident der Partei für Demokratie war, übernahm er am 11. Januar 2008 im Kabinett Bachelet I von Eduardo Bitran den Posten als Minister für öffentliche Arbeiten (Ministro de Obras Públicas) und bekleidete diesen bis zum Ende der Amtszeit von Staatspräsidentin Bachelet am 11. März 2010. 
Zwischen 2011 und 2015 fungierte er zusammen mit Professor Abraham F. Lowenthal als Leiter des Projekts „Transitions to Democracy: Lessons Learned“ des International Institute for Democracy and Electoral Assistance (IDEA) und führte 13 Interviews mit Präsidenten von neun Ländern in Europa, Asien, Afrika und Lateinamerika, die den Übergang zur Demokratie vorangetrieben haben. Daneben war er von 2011 bis 2016 Präsident der Fundación por la Democracia. Am 19. März 2015 wurde er von Staatspräsidentin Michelle Bachelet zu deren Vertreter beim Universitätsrat der Universidad de Chile ernannt, eine Position, die er bis zum 20. Dezember 2018 innehatte, und war zugleich Mitglied des Höheren Rates der Universidad de Santiago. Am 27. August 2015 wurde er in den Beirat zur Reform der Hochschulbildung (Consejo Consultivo de la Reforma a la Educación Superior) berufen, ein zum Bildungsministerium gehörendes Gremium. 2023 kandidierte er für die PPD auf der Liste „Alle für Chile“ (Todo por Chile) in der Región de Tarapacá für den Verfassungsrat (Consejo Constitucional), wurde aber mit nur 4,99 Prozent der Stimmen nicht gewählt.
Aus seiner 1964 geschlossenen Ehe mit der Soziologin María Eugenia Hirmas Rubio, die zwischen 2007 und 2010 Direktorin der Gruppe Soziokultur im Präsidialamt war, gingen drei Kinder hervor.

## Veröffentlichungen
- La presencia de la empresa extranjera en la industria chilena, („Die Präsenz des ausländischen Unternehmens in der chilenischen Industrie“), 1972
- Corporaciones multinacionales y autonomía nacional, („Multinationale Konzerne und nationale Autonomie“), 1977
- Transición, socialismo y democracia. La experiencia chilena, („Übergang, Sozialismus und Demokratie. Die chilenische Erfahrung“), 1979
- Chile, liberalismo económico y dictadura política, („Chile, Wirtschaftsliberalismus und politische Diktatur“), 1980
- Desafío industrial de Venezuela, („Industrielle Herausforderung Venezuelas“), 1983
- La Política económica de Estados Unidos en América Latina. Documentos de la administración Reagan, („Die Wirtschaftspolitik der Vereinigten Staaten in Lateinamerika. Dokumente der Reagan-Regierung“), 1984
- Crisis financiera e industrial en América Latina, („Finanz- und Industriekrise in Lateinamerika“), 1985
- La caída de Allende y la huelga de El Teniente. Lecciones de la historia, („Der Sturz Allendes und der Streik von El Teniente. Lehren aus der Geschichte“), 1986
- Más allá de la crisis de la deuda. Bases para un nuevo enfoque, („Jenseits der Schuldenkrise. Basis für einen neuen Ansatz“), Mitautoren Ricardo Ffrench-Davis, Richard E. Feinberg, Carlos M. Castillo, 1986
- América Latina en el mundo de mañana. Ámbito internacional y regional, („Lateinamerika in der Welt von morgen. Internationale und regionale Reichweite“), Mitautor Gonzalo Martner, 1987
- Isla 10, („Insel 10“), 1987
- Cambiar la vida. Una nueva economía para Chile, („Ändere das Leben. Eine neue Wirtschaft für Chile“), Mitautoren Ernesto Edwards und Carlos Ominami, 1988
- Chile para todos, („Chile für alle“), 1988
- Chile, 1970–1973. Asumir la historia para construir el futuro, („Chile, 1970–1973. Übernehmen Sie die Geschichte, um die Zukunft zu gestalten“), 1996
- Transición. Via chilena a la democracia, („Übergang. Chilenischer Weg zur Demokratie“), Mitautoren Arcalaus Coronel Araneda und Andrés Zaldívar, 1999
- Educación nuestra riqueza. Chile educa para el siglo XXI, („Bildung ist unser Reichtum. Chile bildet für das 21. Jahrhundert“), 2005
- Chile mas allá del bicentenario. Una propuesta progresista, („Chile feiert sein zweihundertjähriges Jubiläum. Ein fortschrittlicher Vorschlag“), 2009
- Un futuro común: Chile, Bolivia, Perú. El norte de Chile en el siglo XXI, („Eine gemeinsame Zukunft: Chile, Bolivien, Peru. Der Norden Chiles im 21. Jahrhundert“), 2011
- Cuadrar el círculo. Las propuestas de solución al conflicto entre Chile y Bolivia, („Die Quadratur des Kreises. Die Vorschläge für eine Lösung des Konflikts zwischen Chile und Bolivien“), Mitautoren Sergio Molina, Jaime Gazmuri, Leonardo Jeffs Castro, Gustavo Fernández Saavedra, Fernando Molina, Robert Brockmann, 2014
- El gran giro de América Latina hacia una región democrática, sostenible, próspera e incluyente, („Die große Wende Lateinamerikas hin zu einer demokratischen, nachhaltigen, wohlhabenden und integrativen Region“), 2021

in englischer Sprache
- Chile. Experiment in democracy, 1986
- Venezuela, the industrial challenge, 1986
- From authoritarian rule toward democratic governance, Mitautor Abraham F. Lowenthal, 2015
- Democratic transitions. Conversations with world leaders, 2015
- Prisoner of Pinochet. My Year in a Chilean Concentration Camp, 2017